# Gábor Babos
Gábor Babos (ur. 24 października 1974 w Sopron) – węgierski piłkarz, gra na pozycji bramkarza w holenderskiej drużynie NAC Breda. Babos ma za sobą grę m.in. w Feyenoordzie.

## Sukcesy
- Mistrzostwo Węgier: 1997, 1999
- Puchar Węgier: 1997, 1998, 2000